# Nevski prospekt (métro de Saint-Pétersbourg)
Pour l’article homonyme, voir Nevski prospekt.
Nevski prospekt (en russe : Не́вский проспе́кт) est une station de métro de la ligne 2 du métro de Saint-Pétersbourg. Elle est située dans le raïon de Central à Saint-Pétersbourg en Russie. 
Mise en service en 1963, elle est desservie par les rames de la ligne 2 du métro de Saint-Pétersbourg. Elle est en correspondance directe avec la station Gostiny Dvor desservie par la ligne 3 du métro de Saint-Pétersbourg.

## Situation sur le réseau

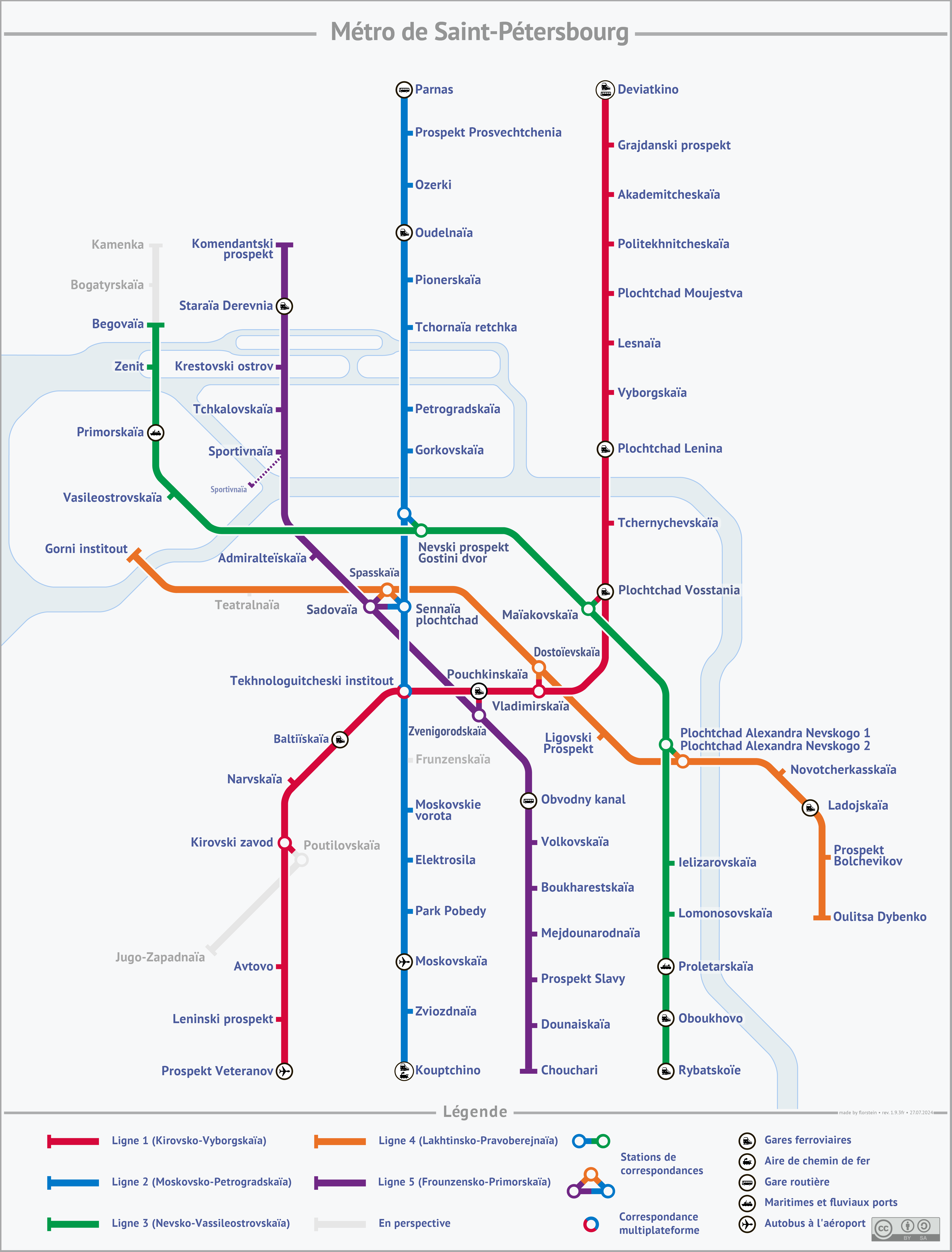
Plan du métro.

Établie en souterrain, à 63 mètres de profondeur, Nevski prospekt est une station de passage de la ligne 2 du métro de Saint-Pétersbourg. Elle est située entre la station Gorkovskaïa, en direction du terminus nord Parnas, et la station Sennaïa plochtchad, en direction du terminus sud Kouptchino.
La station dispose d'un quai central encadré par les deux voies de la ligne.

## Histoire
La station Nevski prospekt est mise en service le 1er juillet 1963, lors de l'ouverture à l'exploitation des 5,9 km de Tekhnologuitcheski institout au nouveau terminus Petrogradskaïa,. Elle est nommée en rappel du nom de l'avenue qu'elle dessert, la Perspective Nevski.
Un deuxième accès situé à proximité du franchissement du canal Griboïedov par la Perspective Nevski sur le pont de Kazan, est mis en service le 30 avril 1967.

## Services aux voyageurs

### Accès et accueil
La station ne dispose pas de bâtiment en surface, mais : de son accès le plus ancien constitué de quatre bouches autour de la Perspective Nevski qui permettent de rejoindre un hall souterrain, peut profond en line avec le sud du quai de la station par un tunnel en pente équipé de trois escaliers mécaniques puis d'un tunnel tournant sur la droite avec un escalier fixe, puis une arrivée sur le quai par un autre escalier fixe ; de son accès à proximité du pont de Kazan, qui comporte un hall d'accès, au rez-de-chaussée de l'immeuble dit Maison Engelhardt, en relation avec le nord du quai par un tunnel en pente équipé de trois escaliers mécaniques qui débouche sur un tunnel qui passe au dessus du quai avec des escaliers mécaniques pour rejoindre un palier relié au quai par un escalier fixe. 

Installations
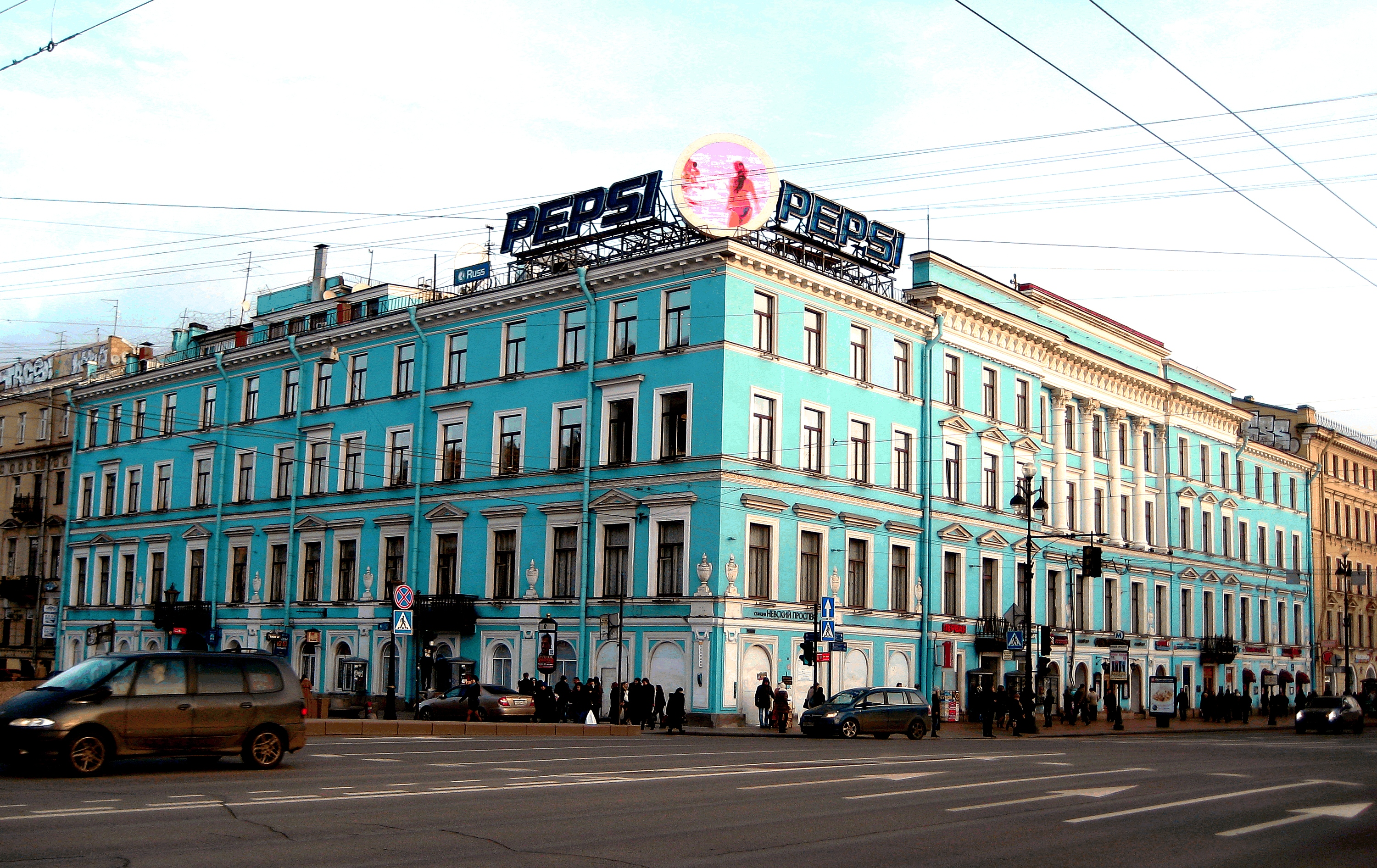
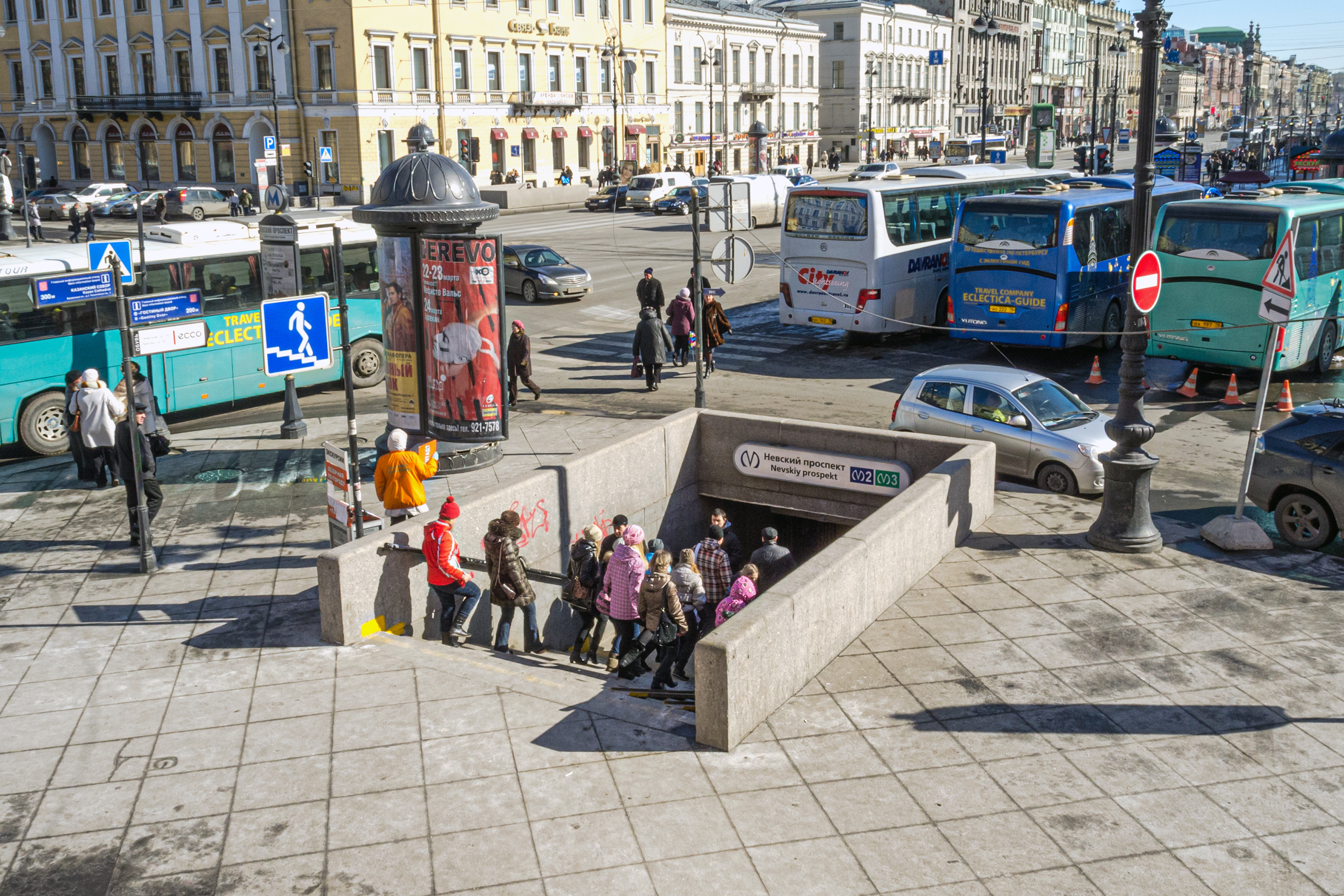
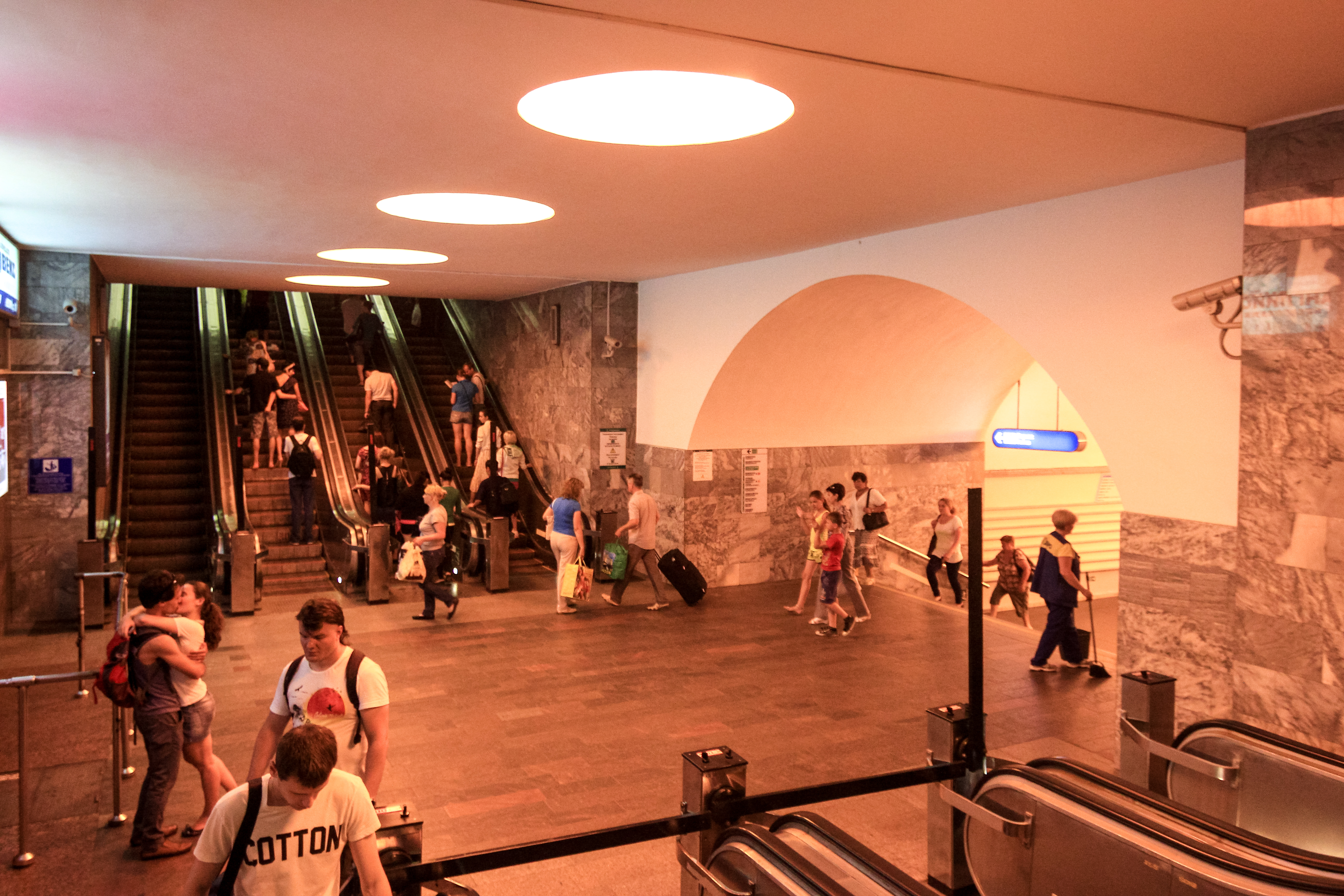

### Desserte
Nevski prospekt est desservie par les rames de la ligne 2 du métro de Saint-Pétersbourg.

Installations et desserte
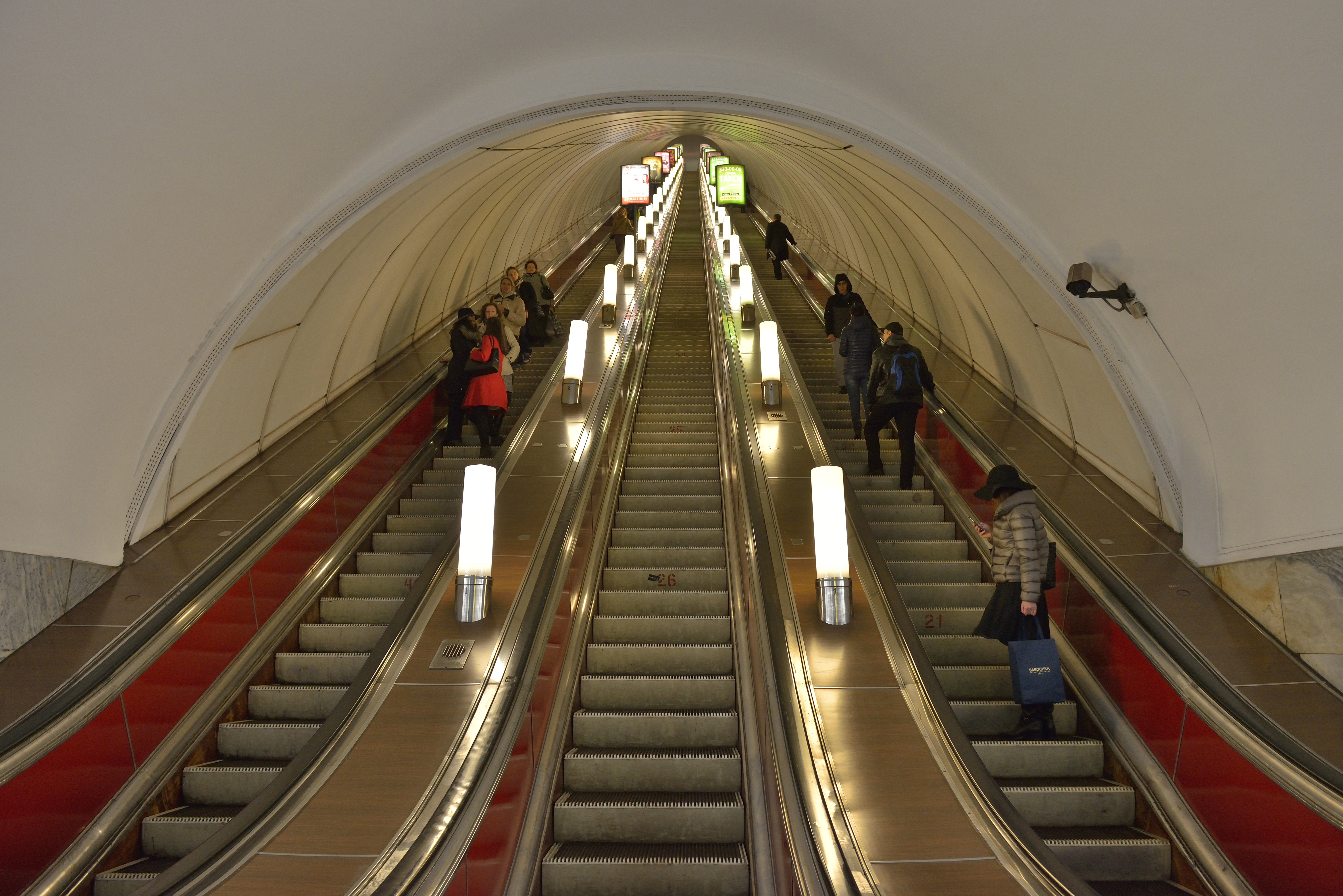
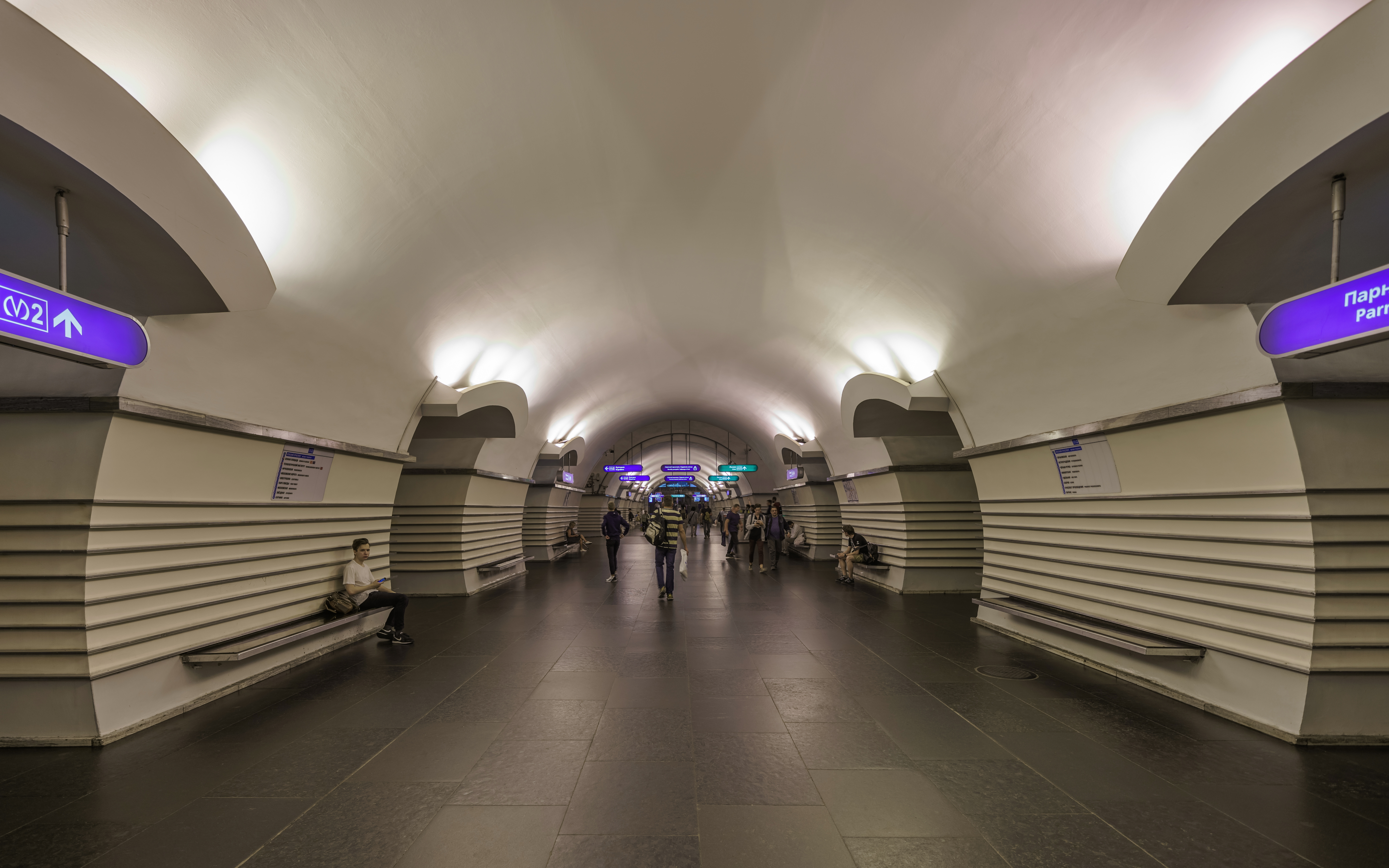
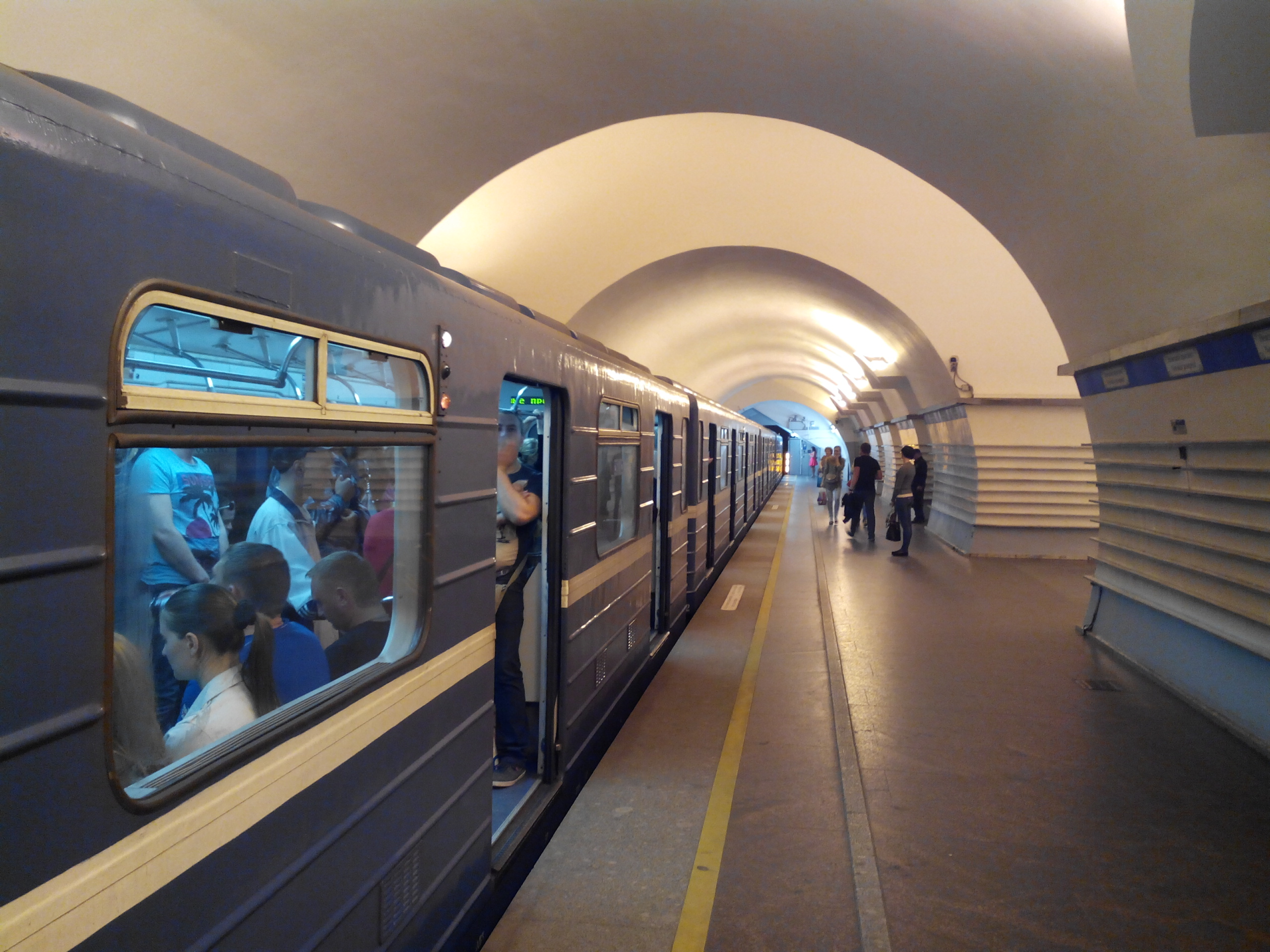

### Intermodalité
Elle est en correspondance directe avec la station Gostiny Dvor desservie par la ligne 3 du métro de Saint-Pétersbourg. Deux circulations permettent la correspondance, soit au nord du quai par l'accès en provenance du canal qui permet de rejoindre l'ouest du quai de la station Gostiny Dvor, soit par un escalier fixe partant du centre du quai pour rejoindre un tunnel piéton qui aboutit, sous le quai de la station Gostiny Dvor à deux escaliers fixes débouchants sur le centre du quai central. À proximité des arrêts des Trolleybus de Saint-Pétersbourg et de des bus sont desservis par plusieurs lignes.

## À proximité
- la bibliothèque nationale russe Saltykov-Chtchedrine.
- la cathédrale Notre-Dame-de-Kazan.
- l’église arménienne Sainte-Catherine.
- le magasin Elisseïev.
- la galerie marchande Gostiny Dvor.
- la galerie marchande Le Passage.
- le Grand Hôtel Europe.
- le palais Anitchkov.
- le palais Stroganov.
- le pont Anitchkov sur la Fontanka.